# Forte San Massimo
Forte San Massimo, originariamente chiamato Werk Liechtenstein, è stata una fortificazione posta a ovest di Verona, parte del complesso sistema difensivo cittadino e più in particolare del primo campo trincerato di pianura, messo in opera tra 1848 e 1856. Il terrapieno, il fossato e lo spalto furono realizzati nel 1848, mentre il ridotto e il fronte di gola furono impostati nel 1859; i lavori furono seguiti dal direttore dell'Imperiale Regio Ufficio delle Fortificazioni di Verona, il maggiore Conrad Petrasch.
Intitolato al principe Friedrich von Liechtenstein, maggiore generale di cavalleria nell'armata di Josef Radetzky, il forte è stato completamente spianato e demolito nel periodo intercorso tra le due guerre mondiali.

## Descrizione
Si trattava di un piccolo forte di tipo poligonale con ridotto centrale e ridotto di gola, e terrapieno con impianto asimmetrico a lunetta. Faceva sistema con i forti San Zeno e di Fenilone, battendo così la campagna antistante, la strada proveniente da Lugagnano, la ferrovia Milano-Venezia e, mediante le artiglierie del fronte di gola, prendeva d'infilata la ferrovia del Brennero.
All'interno del forte, il ridotto centrale casamattato era a segmento di torre circolare, a un solo piano, con postazioni di artiglieria sulla piattaforma di copertura. Due muri, a delimitare il cortile di sicurezza, lo collegavano al centro del fronte di gola dal quale sporgeva, come caponiera, l'altra parte del ridotto a segmento di torre. Nel piazzale interno, inoltre, un pozzo assicurava la riserva d'acqua. Il fossato asciutto era privo del tipico muro alla Carnot che caratterizzava molte fortificazioni veronesi, finì così per essere declassato in seguito alla costruzione della linea più avanzata del secondo campo trincerato, nel 1861, ma mantenne comunque la funzione difensiva contro le infiltrazioni di fanteria.

## Armamento
L'armamento della fortificazione consisteva in:
- 14 bocche da fuoco

## Presidio di guerra
Il presidio in caso di guerra della fortificazione consisteva in:
- 60 uomini